# Чжан Имоу
Чжан Имо́у (кит. упр. 张艺谋, пиньинь Zhāng Yìmóu, род. 14 ноября 1951) — китайский актёр, режиссёр, продюсер, сценарист.

## Биография
Родился 14 ноября 1951 года в городе Сиань провинции Шэньси в семье сторонников Гоминьдана. За то, что его старший брат служил в армии Чан Кайши, во время «культурной революции» Чжан был исключён из школы и отправлен «на перековку» в сельскохозяйственную коммуну. С 1968 по 1971 год он трудился в сельском хозяйстве, с 1971 по 1978 год — на текстильной фабрике. В этот период Чжан Имоу увлекался рисованием и любительской фотографией (в 18 лет он стал донором и 5 месяцев сдавал кровь, чтобы накопить денег и приобрести свою первую камеру).
Когда в 1978 году открылась Пекинская киноакадемия, Чжану Имоу было уже 27 лет — слишком много, чтобы сдавать вступительные экзамены. Для осуществления своей мечты ему пришлось лично обратиться в Министерство культуры КНР с просьбой сделать исключение для человека, «потерявшего 10 лет из-за Культурной революции». Заявление, к которому был приложен портфель личных фотографий, было удовлетворено, Чжан стал студентом и окончил академию в 1982 году.
Первый же полнометражный фильм Чжана «Красный гаолян» имел успех не только в Китае, но и удостоился приза «Золотой медведь» на 38-м Берлинском кинофестивале. В Европе произведения Чжан Имоу всегда встречали с восторгом, так как в них он поднимал серьёзные социальные проблемы и слыл по этой причине «диссидентом». В частности, он снял фильм по роману Юй Хуа «Жить», который был запрещён к показу в Китае, чем привлёк особое внимание к себе как в Европе, так и в США.
С тех пор у Чжан Имоу появилось множество различных наград, но признание широкой публики ему принесли монументальные полотна-противопоставления на историческую тему «Герой» и «Дом летающих кинжалов», собравшие соответственно около 177 миллионов долларов и 90 миллионов долларов кассовых сборов по всему миру, а фильм «Проклятие золотого цветка» установил новый рекорд по внутрикитайским сборам.
Именно Чжан Имоу дал путёвку в большой кинематограф двум самым известным китайским актрисам Гун Ли и Чжан Цзыи — обе впервые снялись в его лентах, будучи студентками второго курса Центральной академии драмы.
В 2005 г. Чжан Имоу поставил в Париже оперу Пуччини «Турандот» (заглавную партию исполняла Ирина Гордей). Для постановки были привлечены китайские художники по костюмам и декорациям, в спектакле участвовали около 450 статистов. Чжану удалось совместить европейскую оперную школу с декоративной условностью китайской оперы.
В период подготовки к Олимпиаде в Пекине Чжан Имоу был главным постановщиком церемоний открытия и закрытия Игр, в связи с чем временно отложил работу в кино.
После неоднозначного приёма и финансового провала фильма «Великая стена» Чжан Имоу поставил высоко оценённую критиками картину «Тень», которая получила 12 номинаций на 55-й церемонии вручения премии «Золотая лошадь» и в итоге выиграла четыре, включая приз за «Лучшую режиссуру».

## Фильмография

### Режиссёр
| Год  | Название                  | Китайское название | Комментарии                                                                                            |
| ---- | ------------------------- | ------------------ | --- |
| 1987 | Красный гаолян            | 红高粱             | Золотой медведь                                                                                        |
| 1989 | Операция «Пума»           | 代号美洲豹         | (сорежиссёр)                                                                                           |
| 1990 | Цзюй Доу                  | 菊豆               | |
| 1991 | Подними красный фонарь    | 大红灯笼高高挂     | Серебряный лев Премия BAFTA за лучший не англоязычный фильм                                            |
| 1992 | Цю Цзюй обращается в суд  | 秋菊打官司         | Золотой лев                                                                                            |
| 1994 | Душа живописца            | 画魂               | (сорежиссёр)                                                                                           |
| 1994 | Жить                      | 活着               | Гран-при Каннского кинофестиваля Приз экуменического жюри Премия BAFTA за лучший не англоязычный фильм |
| 1995 | Шанхайская триада         | 摇啊摇，摇到外婆桥 | |
| 1995 | Люмьер и компания         |                    | Эпизод «Zhang Yimou/China»                                                                             |
| 1997 | Сохраняй спокойствие      | 有話好好說         | |
| 1999 | Ни одним меньше           | 一个都不能少       | Золотой лев                                                                                            |
| 1999 | Дорога домой              | 我的父亲母亲       | Гран-при Берлинского кинофестиваля Приз экуменического жюри                                            |
| 2000 | Счастье на час            | 幸福時光           | |
| 2002 | Герой                     | 英雄               | Премия Альфреда Бауэра                                                                                 |
| 2004 | Дом летающих кинжалов     | 十面埋伏           | |
| 2005 | Путь в тысячу миль        | 千里走单骑         | |
| 2006 | Проклятие золотого цветка | 满城尽带黄金甲     | |
| 2007 | У каждого своё кино       |                    | Эпизод «Вечер в кино» («En Regardant le Film»)                                                         |
| 2009 | Женщина, пушка и лапша    | 三枪拍案惊奇       | |
| 2010 | Под ветвями боярышника    | 山楂树之恋         | |
| 2011 | Цветы войны               | 金陵十三釵         | |
| 2014 | Возвращение               | 归来               | |
| 2016 | Великая стена             | 长城               | |
| 2018 | Тень                      | 影                 | |
| 2020 | Одна секунда              | 一秒钟             | |
| 2021 | Над обрывом               | 悬崖之上           | |
| 2023 | Полноводная красная река  |                    | |
| 2023 | Под светом                | 坚如磐石           | |

### Оператор
| Год  | Название       | Китайское название | Комментарии         |
| ---- | -------------- | ------------------ | ------------------- |
| 1982 | Красный слон   | 红象               |                     |
| 1983 | Один и восемь  | 一个和八个         | реж. Чжан Цзюньчжао |
| 1984 | Жёлтая земля   | 黃土地             | реж. Чэнь Кайгэ     |
| 1986 | Старый колодец | 老井               | реж. Ву Тяньмин     |
| 1986 | Большой парад  | 大阅兵             | реж. Чэнь Кайгэ     |

### Актёр
| Год  | Название             | Китайское название | Комментарии         |
| ---- | -------------------- | ------------------ | ------------------- |
| 1986 | Старый колодец       | 老井               | Сунь Ванцзян        |
| 1987 | Красный гаолян       | 红高粱             |                     |
| 1989 | Терракотовый воин    | 古今大战秦俑情     | генерал Мэн Тяньфан |
| 1997 | Сохраняй спокойствие | 有话好好说         | Лю Дэлун            |

## Награды
- 1987 — «Золотой медведь» Берлинского кинофестиваля за фильм «Красный гаолян»
- 1988 — Национальная кинопремия «Золотой петух» за роль в фильме «Старый колодец»
- 1991 — «Серебряный лев» Венецианского кинофестиваля за фильм «Подними красный фонарь»
- 1992 — «Золотой лев» Венецианского кинофестиваля за фильм «Цю Цзюй обращается в суд»
- 1993 — премия BAFTA за лучший неанглоязычный фильм за фильм «Подними красный фонарь»
- 1994 — Гран-при Каннского кинофестиваля за фильм «Жить»
- 1995 — премия BAFTA за лучший неанглоязычный фильм за фильм «Жить»
- 1999 — «Золотой лев» Венецианского кинофестиваля за фильм «Ни одним меньше»
- 1999 — «Серебряный медведь» Берлинского кинофестиваля за фильм «Дорога домой»
- 2000 — Национальная кинопремия «Золотой петух» за фильм «Дорога домой»
- 2002 — Азиатская премия культуры Фукуока
- 2003 — Премия Альфреда Бауэра (за открытие новых путей в киноискусстве) Берлинского кинофестиваля за фильм «Герой»

Кроме того, три фильма Чжана номинировались на премию «Оскар» за лучший иностранный фильм: «Цзюй Доу» (1991), «Подними красный фонарь» (1992) и «Герой» (2003 год). Ленты «Шанхайская триада» и «Дом летающих кинжалов» получили номинации на «Оскар» за лучшую операторскую работу, а «Проклятие золотого цветка» номинировался на «Оскар» в категории «Лучший дизайн костюмов».